# Arbejdsfordeling
Arbejdsfordeling betegner en ordning, hvor en virksomhed nedsætter medarbejdernes overenskomstbestemte arbejdstid i en tidsbegrænset periode for at undgå afskedigelser.  
Arbejdsfordeling anvendes i tilfælde, hvor virksomheden er ramt af manglende opgaver. Ordningen kan omfatte hele virksomheden, en afdeling eller en produktionsenhed. Som udgangspunkt kan perioden, hvor medarbejderne er på arbejdsfordeling højest vare 13 uger.
Lønmodtagere, der er medlem af en a-kasse, har mulighed for at få supplerende dagpenge for de dage, hvor de ikke arbejder, såfremt visse betingelser opfyldes.